# Вероника длиннолистная
Вероника длиннолистная (лат. Veronica longifolia) — многолетнее травянистое растение, вид рода Вероника (Veronica) семейства Подорожниковые (Plantaginaceae) (ранее этот род включали в семейство Норичниковые (Scrophulariaceae), либо в самостоятельное семейство Верониковые (Veronicaceae)).
Народные названия: бурячник, вероникъ, героник, дробница, змеиная трава, змейка, егорово копьё.

## Ботаническое описание
Корневище длинное, ползучее.

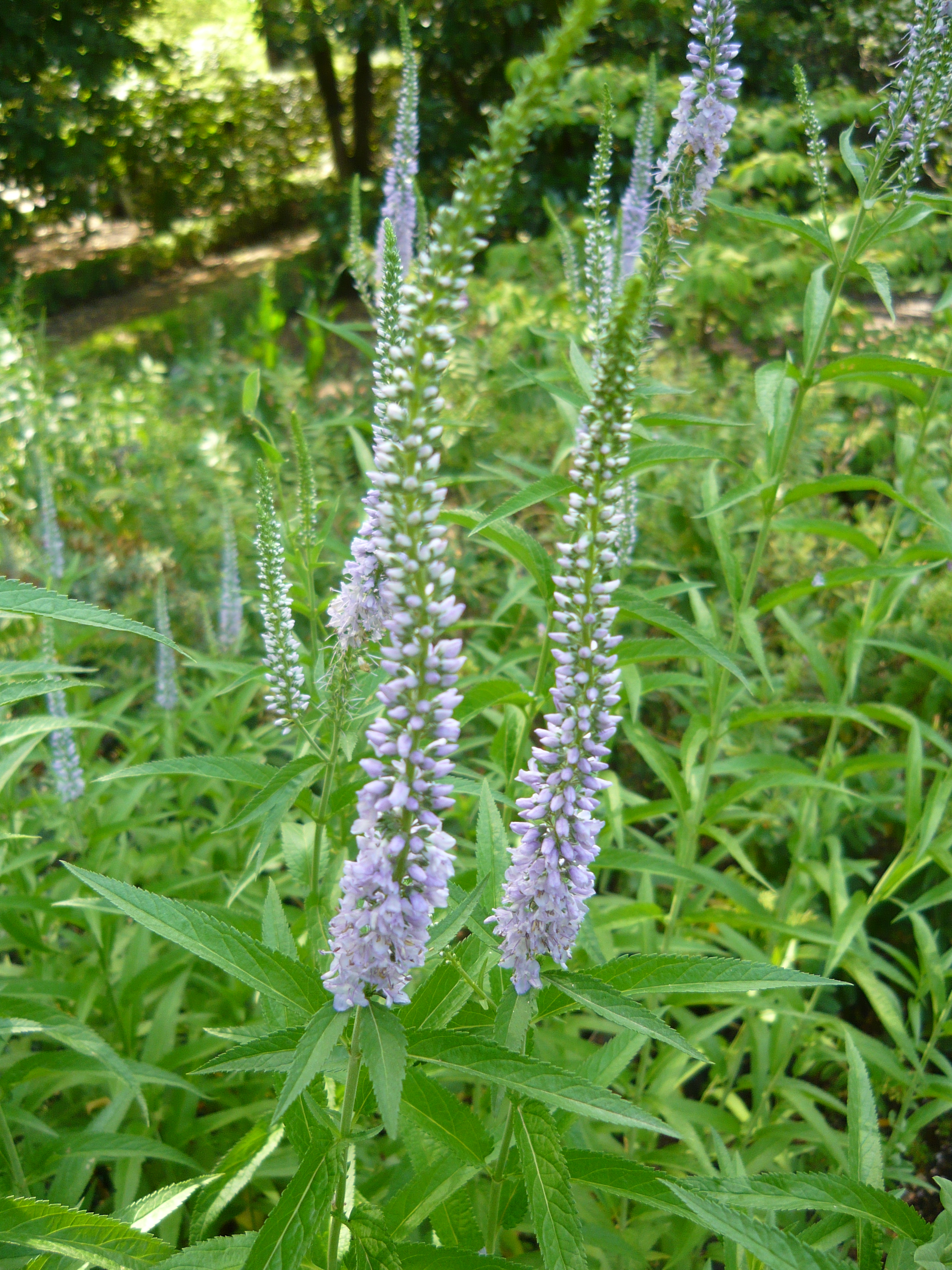
Соцветие

Стебли высотой 40—120 (до 150) см, прямые, крепкие, гладкие или бороздчатые, простые или вверху ветвистые, большей частью голые или коротко опушённые.
Листья супротивные или по 3—4 в мутовке продолговатые или продолговато-ланцетные до линейно-ланцетных, длиной 3—15 см, шириной 1—4 см, на черешках, по краю до верхушки обычно неравнопильчатые, у основания почти сердцевидные, усечённые или клиновидные, на верхушке заострённые, голые или иногда снизу по жилкам скудно опушённые, на коротких черешках. Прицветники значительно длиннее цветоножек или равны им, шиловидные или линейные.
Соцветие — конечная густая кисть, удлиняющаяся до 25 см, чаще одиночная, иногда с несколькими боковыми более короткими кистями. На одном растении развивается до 450 цветков. Цветы на цветоножках, почти равных чашечкам или короче. Чашечка длиной около 2—3 мм, надрезана на четыре ланцетные или треугольно-продолговатые, острые, почти равные доли; две доли несколько длиннее других. Венчик синий или сине-фиолетовый, длиной около 6 мм, с белой трубкой, волосистой внутри; доли отгиба тупые или туповатые, широкие, почти равные между собой; одна лопасть округлая, остальные продолговатые. Тычинки обычно длиннее венчика, тычинок две. Нектарники находятся в основании завязи. Цветёт всё лето.
Пыльцевые зёрна трёхбороздные, шаровидной формы, 20,4—25,5 мкм в диаметре, в очертании с полюса трёхлопастные, с экватора — округлые. Борозды шириной 7—10 мкм, длинные, с ровными или неровными краями, заострёнными или притуплёнными концами, несходящимися у полюсов; мембрана борозд неравномерно покрыта зернистой скульптурой. Толщина экзины 1—1,2 мкм; подстилающий слой тонкий; стерженьки тонкие, густо посаженные, с маленькими округлыми, почти слившимися головками, диаметр которых равен длине стерженьков. Скульптура мелкосетчатая, видна только под иммерсионным объективом. Цвет пыльцы жёлтый.
Коробочка длиной и шириной 3—4 мм, обратносердцевидная или округло-яйцевидная, вздутая, крепкая, голая, на верхушке с узкой незначительной выемкой; Семена овальные, плоско-выпуклые, несколько изогнутые, шириной около 0,5 мм и длиной 0,75 мм, гладкие.

## Распространение и экология
Почти вся территория Европы: Франция (Эльзас и прилегающие районы), Бельгия, Нидерланды, северная часть Италии, Австрия, Германия, Венгрия, Чехословакия, Дания, Болгария, Югославия, Румыния, Польша, в Скандинавии встречается на юге и востоке, в Центральной Европе приурочена к долинам крупных рек, на западе ареала достигает долины Рейна, на юге — реки По и побережья Адриатического моря; Кавказ: среднее, отчасти верхнее течение реки Кубани и её притоков и в Ахалкалакском, Ленинаканском районах; Западная Азия: Турция (район Карса-Сарыкамыш); Средняя Азия: на равнинах Казахстана достигает южной части бассейнов рек Темир, Нуры и Каркаралинских гор и верховьев Иртыша, также на хребте Саур, в Тарбагатае, Джунгарском Алатау, а также встречаются отдельные месторождения в Заилийском Алатау, Киргизском и Сусамырском хребтах; Центральная Азия: Китай (Джунгария, Северо-Восточный Китай), Северная Монголия; Северная Америка: восток (заносное). На территории России встречается во всех районах европейской части вплоть до побережья Северного Ледовитого океана, Западной и Восточной Сибири примерно до излучины Лены на восток; на юге Дальнего Востока, особенно в долине Амура и по его притокам, на юге Приморья.
Гигромезофит. Преимущественно лесное растение. Произрастает по лесным и пойменным лугам, остепнённым участкам, среди кустарниковых зарослей, на поросших кустарниками болотах. Приурочено в основном к влажным местообитаниям и таёжной зоне. Эти же местообитания сохраняет, заходя далеко в пределы степей и в тундру.

### Вредители
Вид тлей Aphis beccabungae является вредителем этого растения.

## Хозяйственное значение и использование
По наблюдениям на Кольском полуострове посредственно поедается северным оленем (Rangifer tarandus). Поедаются листья и соцветия.
Весенне-летний медонос. Посещается пчёлами для сбора нектара и пыльцы. Мёдопродуктивность при сплошном произрастании свыше 100 кг/га.

### В медицине
Вероника длиннолистная широко применяется в народной медицине. Настой надземной части применяют при простуде, кашле, одышке, туберкулёзе лёгких, заболеваниях печени, головной боли, поносе, кровотечениях, для промывания ран и мест после укусов змей. Растёртые свежие цветки или листья используют при опрелостях или потливости ног. Отвар — при заболеваниях печени, болезнях мочевого пузыря и при укусе змей. Отвар корневища применяют при желтухе, головной боли, эндометритах, гастроэнтеритах, нервно-психических расстройствах.
В тибетской медицине применяют при гастроэнтеритах, эндометритах и гепатите.
Лекарственным сырьём является трава растения и корневища. Траву заготавливают во время цветения, а корневища в сентябре — октябре. Сырьё сушат в тени или в сушилках при хорошей вентиляции.
В надземной части обнаружены иридоиды (аукубозид, катапол, каталпозид), алкалоиды, сапонины, аскорбиновая кислота, микроэлементы и ряд других веществ. В корнях обнаружены следы сапонинов.
Растение обладает антисептическим, противовоспалительным, ранозаживляющим, кровоостанавливающим, желчегонным и спазмолитическими свойствами.

### В декоративном садоводстве
Используется как декоративное растение при групповых посадках. Были выведены различные сорта, например:
- «Блауриезен» — отличается крупными (длиной до 25 см) соцветиями;
- «Шнеериезен» — отличается белой окраской цветков.

## Классификация

### Таксономия
- Veronica longifolia L., 1753, Sp. Pl. : 10

Вид Вероника длиннолистная включается в род Вероника (Veronica) семейства Подорожниковые (Plantaginaceae) порядка Ясноткоцветные (Lamiales) клады Ламииды, последовательно входящей в более крупные клады Астериды → Суперастериды → Эвдикоты → Цветковые растения. Таксономическая схема в соответствии с Системой APG IV по состоянию на июнь 2024 года:
|  |                          |  |                                   |                                   |                          |  | еще 23 семейства | еще 23 семейства |                            |  |                         |  | еще 507 подтвержденных видов и 147 видов, ожидающих подтверждения | еще 507 подтвержденных видов и 147 видов, ожидающих подтверждения |  |
|  |                          |  |                                   |                                   |                          |  | еще 23 семейства | еще 23 семейства |                            |  |                         |  | еще 507 подтвержденных видов и 147 видов, ожидающих подтверждения | еще 507 подтвержденных видов и 147 видов, ожидающих подтверждения |  |
|  |                          |  |                                   | порядок Ясноткоцветные            |                          |  |                  |                  | род Вероника               |  |                         |  |                                                                   |                                                                   |  |
|  |                          |  |                                   | порядок Ясноткоцветные            |                          |  |                  |                  | род Вероника               |  | 3 внутривидовых таксона |  |                                                                   |                                                                   |  |
|  | клада Цветковые растения |  |                                   |                                   | семейство Подорожниковые |  |                  |                  | вид Вероника длиннолистная |  |                         |  |                                                                   |                                                                   |  |
|  | клада Цветковые растения |  |                                   |                                   |                          |  |                  |                  |                            |  |                         |  |                                                                   |                                                                   |  |
|  |                          |  | ещё 63 порядка цветковых растений | ещё 63 порядка цветковых растений |                          |  |                  | еще 106 родов    | еще 106 родов              |  |                         |  |                                                                   |                                                                   |  |
|  |                          |  |                                   | ещё 63 порядка цветковых растений |                          |  |                  |                  | еще 106 родов              |  |                         |  |                                                                   |                                                                   |  |

### Внутривидовые таксоны
- Veronica longifolia subsp. longifolia
- Veronica longifolia subsp. pseudolongifolia (Printz) Albach
- Veronica longifolia var. taigischensis (Stepanov) Assejeva

### Синонимы
- Pseudolysimachion longifolium (L.) Opiz
- Pseudolysimachion longifolium subsp. maritimum Hartl
- Pseudolysimachion septentrionale (Boriss.) Á.Löve & D.Löve
- Veronica longifolia var. exortiva (Kitag.) Kitag.
- Veronica longifolia var. oppositifolia Klett & Richt.